# Monoctenocera
Monoctenocera is een geslacht van vlinders van de familie snuitmotten (Pyralidae), uit de onderfamilie Phycitinae.

## Soorten
- M. brachiella Hampson, 1901
- M. leucania Felder